# Guido I. de la Roche
Guido I. de la Roche (französisch: Guy; * um 1205; † 1263) war ein Großherr von Athen und Theben aus der Familie la Roche. Seit 1260 führte er den Titel eines Herzogs.

## Familie
Nach unterschiedlichen Angaben war Guido ein Sohn von Otto de la Roche oder dessen Bruders, Pons de la Roche, Herr von Flagey. Guido hatte mindestens drei Geschwister:
- Bonne, Erbin einer Hälfte von Theben, ⚭ Béla de St. Omer;
- Wilhelm, Stammvater der Herren von Veligosti;
- Otto, Regent von Athen.

## Leben

### Großherr von Theben und Athen
Guido nahm am vierten Kreuzzug teil und kehrte nach der Eroberung von Konstantinopel (1204) wieder in seine Heimat zurück. Nachdem aber Otto de la Roche in Altgriechenland zu einem der führenden lateinischen Fürsten aufgestiegen war, zog Guido und mit ihm mehrere Familienangehörige wieder nach Griechenland. 1211 wurde er von Otto mit der Herrschaft über Theben betraut. Nachdem 1225 Otto de la Roche in die burgundische Heimat zurückgekehrt war, wurde Guido der neue Großherr (Megaskyr) von Theben und Athen.
Bereits 1224 hatte Theodoros I. Angelos das Königreich Thessaloniki vernichtet und damit die lehnsrechtliche Bindung der Herren von Athen gebrochen. Zum lateinischen Kaiserreich von Konstantinopel bestand nun außerdem keine geographische Verbindung mehr, das bald von den Bulgaren unter Iwan Assen II. und den Byzantinern unter Johannes III. Batazes bedrängt wurde.
Guido hatte seine Residenz in Theben genommen, wo die Kadmeia ihm als Palast diente. Er förderte die Landwirtschaft wie auch den Seidenanbau und schloss 1240 ein Handelsabkommen mit den Genuesen. Er verbündete sich mit dem Fürsten von Achaia, Wilhelm II. von Villehardouin, dem er bei der Eroberung von Monembasia (1248) half. Der Ehrgeiz des Fürsten von Achaia hatte allerdings einen Bruch mit dem Herzog von Athen zur Folge. 1255 erhob der Fürst Anspruch auf die Oberlehnsherrschaft über die Dreiherren von Euböa (Negroponte), was allerdings die Republik Venedig ablehnte. Daraufhin brach ein Krieg zwischen den Streitparteien aus, indem sich Guido auf die Seite Venedigs stellte. Im Gegenzug beanspruchte Villehardouin nun auch die Hoheit über Theben. Am Berg Karydi wurden Guido und seine Vasallen im Sommer 1258 von Villehardouin geschlagen, worauf sich Guido unterwerfen musste.

### Herzog von Athen
Villehardouin berief daraufhin den Gerichtshof von Achaia in Nikli ein, vor dem sich Guido verantworten sollte. Zur Überraschung des Fürsten von Achaia aber verweigerte der Gerichtshof einen Urteilsspruch, da Guido kein Vasall Achaias sei. Um eine Klärung des Lehnsverhältnisses des Herren von Theben und Athen zum Fürsten von Achaia zu erreichen, sollte stattdessen bei König Ludwig IX. von Frankreich um einen Schiedsspruch ersucht werden. Guido musste dazu persönlich nach Frankreich reisen; die Regentschaft in seinen Besitzungen übertrug er seinem Bruder Otto. Mit dem Schiff reiste er im Frühjahr 1259 von Livadostro nach Brindisi und von dort über Land nach Frankreich.
Die Reise zahlte sich für Guido aus. König Ludwig IX. machte geltend, dass Guido gegenüber Villehardouin nie einen Lehnseid abgelegt hatte. Seine Verschwörung mit den Venezianern gegen den Fürsten habe Guido durch seine Bußreise in das ferne Frankreich gesühnt. Die Chronik von Morea berichtet, dass Guido, vor die Wahl seiner Gnade gestellt, den französischen König um die Verleihung des Titels eines „Herzogs von Athen“ gebeten habe, was dieser auch gewährte. Damit sollte eine Ranggleichheit Guidos zu dem Fürsten von Achaia unterstrichen werden.
Diesem diplomatischen Erfolg für Guido folgte die vernichtende Niederlage Villehardouins gegen Michael VIII. Palaiologos in der Schlacht von Pelagonien im September 1259. Eine anschließende Belagerung Thebens durch die Byzantiner wurde von Guidos Bruder abgewehrt. Durch die Gefangenschaft des Fürsten von Achaia war Guido nach seiner Rückkehr in Athen 1260 der führende fränkische Fürst in Griechenland. Die Frau Villehardouins ernannte ihn sogar zum Bailli des Fürstentums, da alle anderen ihrer Barone ebenfalls in Gefangenschaft geraten waren. Im Namen Achaias schloss Guido Frieden mit Venedig, indem er die Dreiherren von Euböa frei ließ. Im Juli 1261 eroberte Michael VIII. Palaiologos Konstantinopel, wodurch das lateinische Kaiserreich vernichtet und das byzantinische wiedererrichtet wurde. Den flüchtenden lateinischen Kaiser Balduin II. gewährte Guido in Athen Exil.
Guido betrieb nun diplomatische Anstrengungen zur Freilassung Villehardouins. Kaiser Michael forderte die Übergabe der Burgen von Maina, Misithra, Geraki und Monembasia im Tausch für den Fürsten. Nach Beratung mit dem Haute Cour von Achaia in Nikli ging Guido auf die Bedingungen ein. Nachdem Villehardouin den byzantinischen Kaiser als Oberherren anerkannt hatte, wurde er 1262 freigelassen.
Guido starb 1263 und wurde im Kloster Daphni bestattet. Er war verheiratet mit Agnes de Bruyères, Tochter von Hugo de Bruyères, Herr von Karytaina. Ihre Kinder waren:
- Johann I. de la Roche († 1280), Herzog von Athen;
- Wilhelm I. de la Roche († 1287), Herzog von Athen;
- Alice de la Roche († nach 1277), ⚭ um 1250 Johann II. von Ibelin († 1264), Herr von Beirut;
- Isabelle de la Roche, ⚭ (1) 1256 Gottfried de Bruyères († 1269), Herr von Karytaina, ⚭ (2) 1277 Hugo von Brienne († 1296);
- Marguerite de la Roche, ⚭ um 1252 Graf Heinrich I. von Vaudémont († 1278);
- Caterina de la Roche, ⚭ Carlo di Lagonessa, Seneschall von Neapel.